# Верхний Парень
Верхний Паре́нь — село в Северо-Эвенском районе Магаданской области России. До 2015 года образовывало сельское поселение село Верхний Парень. Является компактным местом проживания коряков.
Это село в Магаданской области не следует путать с селением Парень в Камчатском крае, известном изготовляемыми в нём самодельными ножами, хотя и в селе Верхний Парень тоже развит такой «промысел», как изготовление самодельных ножей.

## Название
Село названо по одноимённой реке (река Верхний Парень).

## География
Расположено на реке Парень, недалеко от впадения в неё реки Кукваям, немногим севернее самого большого озера Магаданской области — Пареньского. До районного центра — 280 км, до Магадана — 1480 км. Является самым восточным населенным пунктом в Магаданской области.

## Население
| 2002 | 2010 | 2012 | 2013 | 2014 | 2015 | 2019 |
| ---- | ---- | ---- | ---- | ---- | ---- | ---- |
| 280  | ↘159 | ↘154 | ↘152 | ↘144 | ↘135 | ↘64  |
| 2020 | 2021 |      |      |      |      |      |
| ↗113 | ↘73  |      |      |      |      |      |

Национальный состав
На 2012 год в селе проживало 185 чел., из которых 166 относились к коренным малочисленным народам (коряки).

## Экономика
Вблизи села действует оленеводческая бригада.